# 油屋亮太郎
油屋 亮太郎（あぶらや りょうたろう、1920年（大正9年）7月15日 - 1996年（平成8年）11月9日）は、昭和から平成時代の政治家。長崎県平戸市長。平戸市名誉市民。

## 経歴
平戸市出身。長崎県立中学猶興館卒業。
1955年（昭和30年）から平戸市議会議員4期、1971年（昭和46年）から長崎県議会議員を2期務め、1983年（昭和58年）平戸市長に当選し、4期務めた。4期目の1996年（平成8年）、在職中に死去した。